# حامد رضایی
حامد رضایی (زاده ۲۱ آبان ۱۳۶۲ در ارومیه) والیبالیست اهل آذربایجان ایران، عضو تیم ملی والیبال ایران و باشگاه شهرداری ارومیه است. رضایی سابقه عضویت در تیم‌های سمن‌سو، آذرپیام ارومیه، هیئت والیبال ارومیه، سایپا البرز، پیکان تهران، گیتی‌پسند اصفهان و شهرداری تبریز را در کارنامه خود دارد. وی در زمان مربیگری گاییچ در ترکیب تیم ملی حضور داشت اما بعد از فقط یک بار به تیم ملی دعوت شد و بعد از چند سال در سال ۱۳۹۳ برای لیگ جهانی ۲۰۱۵ توسط کواچ دوباره به تیم ملی ایران دعوت شد. رضایی با تیم ملی ب موفق به کسب یک قهرمانی جام کنفدراسیون والیبال آسیا و قهرمانی جام شیخ راشد شد.